# 엘긴 대리석 조각군

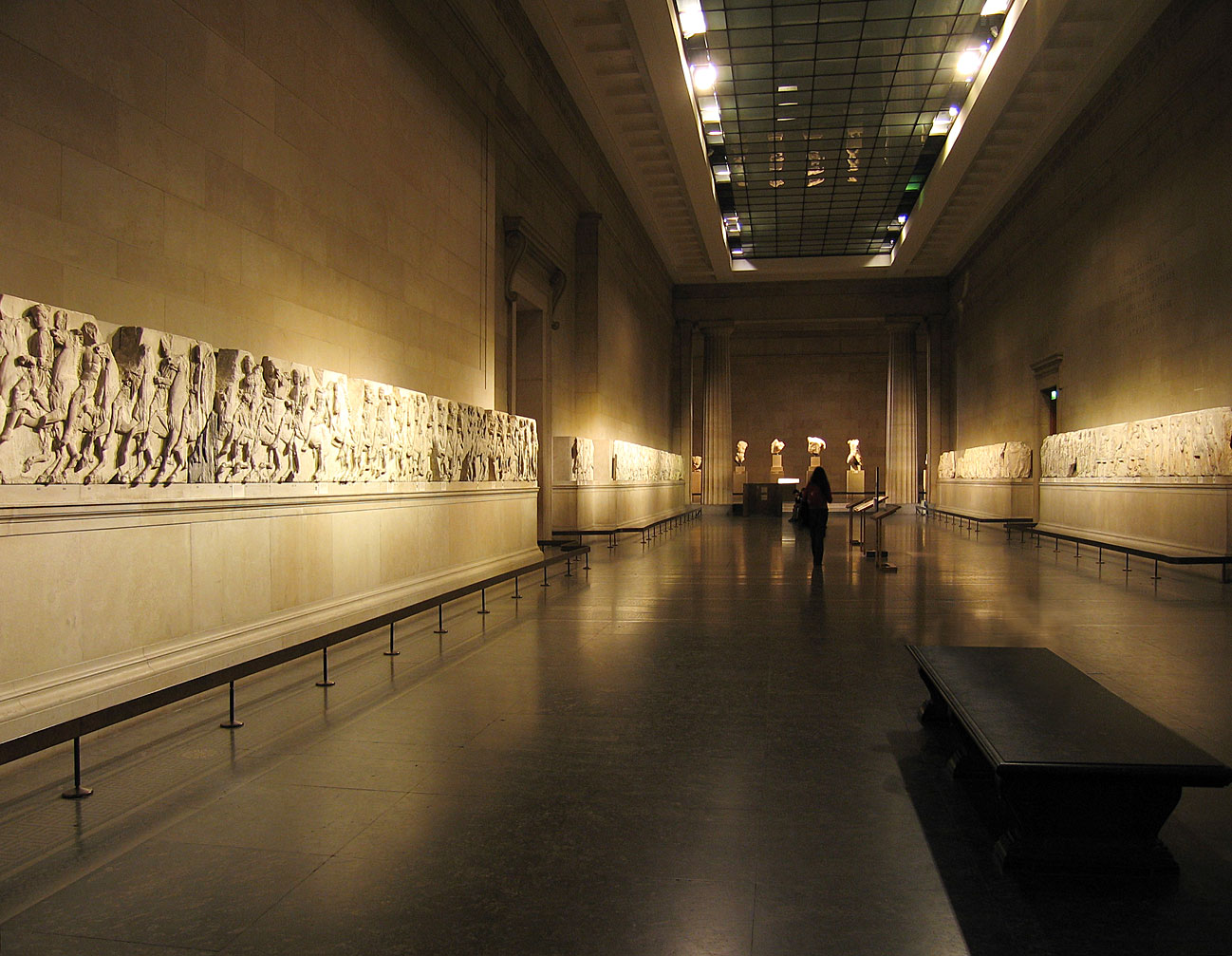
엘긴 대리석 조각군

엘긴 대리석 조각군(Elgin Marbles), 혹은 파르테논 대리석 조각군(Parthenon Marbles)은 고전 그리스의 대리석 조각들로, 원래 파르테논 신전이나 아테네 아크로폴리스의 건물에 있던 것들을 통째로 떼어온 것이다.

## 반출 과정 및 논란
1799년부터 1803년 사이 오스만 제국 주재 영국 대사였던 제7대 엘긴 백작 토머스 브루스는 오스만 제국의 모호한 허가만으로 아크로폴리스에서 대리석 조각들을 떼어낼 이권을 얻었다. 1801년에서 1812년까지 엘긴의 대리인들은 프로퓔라이아와 에렉테이온의 조각상과 건축 장식과 더불어 파르테논 신전의 현존하던 조각 중 거의 절반을 떼갔다.
이 대리석 조각들은 바다를 통해 영국으로 도둑질 해 갔다. 영국에서 엘긴은 비판을 받았으며 문화 파괴(vandalism)으로 지탄의 대상이 되기도 했다. 그러나 의회의 공개 토론과 엘긴에 대한 변호가 이어지면서 이 대리석 조각들은 1816년 영국 정부에 매각되어 대영 박물관에 전시되었으며, 아직도 이곳 두빈 갤러리에서 소장하고 있다. 그러나 이런 행위에 대해 적법성이 의심되고 있으며, 엘긴 대리석 조각군을 대영 박물관에 놔 두어야 할지 아니면 아테네에 반환해야 할지 논란이 계속되고 있다.
| 전임 옥수스 전차 모형 | 제27대 100대 유물로 보는 세계사 | 후임 바스 위츠 주전자 |